# Liste von Filmen über Studentenverbindungen
Diese Liste von Filmen über Studentenverbindungen verzeichnet die Filme und Serien, in welchen es thematisch um Studentenverbindungen und vergleichbare studentische Vereinigungen geht (siehe auch: Studentenverbindungen außerhalb des deutschen Sprachraums). Für die Fraternities und Sororities gibt es eine getrennte Liste: Liste von Filmen über Fraternities und Sororities.

## Filme
Die Sortierung erfolgt nach dem Datum der Erstveröffentlichung des Films.
| Filmtitel                                                         | Erstausstrahlung (it.)/(en.)/(dt.) | Genre                                       | Regisseur                                                                                   | Anmerkungen |
| ----------------------------------------------------------------- | ---------------------------------- | ------------------------------------------- | ------------------------------------------------------------------------------------------- | --- |
| Der Student von Prag                                              | 1913                               | Horrorfilm, Autorenfilm, Kunstfilm          | Hanns Heinz Ewers                                                                           | Es kommt zu einem Streit mit dem Baron Waldis und einer Duellforderung. Waldis soll Margit nach dem Willen ihres Vaters heiraten, weshalb dieser Balduin – als bester Fechter von Prag bekannt – bittet, Waldis zu verschonen. |
| Alt-Heidelberg                                                    | 1923                               | Stummfilm                                   | Hans Behrendt, nach Motiven des gleichnamigen Bühnenstücks (1901) von Wilhelm Meyer-Förster | Erbprinz Karl Heinz von Sachsen-Karlsburg genießt das Studentenleben im malerischen Heidelberg. Als Anstandswauwau an seiner Seite weilt stets Dr. Jüttner, der darauf achten soll, dass seine Hoheit, comme il faut, schön sittsam bleibt und sich ganz auf die Studien konzentriert. Karl Heinz schließt sich der Studentenverbindung Corps Saxonia an und lernt Kätchen, die junge Nichte seines Wirtes, bei dem er wohnt, kennen. Beide verlieben sich rasch ineinander.                                                                            |
| Der Student von Prag                                              | 25. Okt. 1926                      | Horror- und Fantasyfilm, Stummfilm          | Henrik Galeen                                                                               | Prag im Jahre 1820. Der erfahrene Student Balduin gilt als ausgezeichneter Degenfechter. Eines schönen Herbsttages unternimmt die Studentenclique eine Fahrt ins Grüne, um dort in einem Wirtshaus einzukehren und reichlich Bier zu trinken. |
| Der krasse Fuchs                                                  | 1926                               | Stummfilm                                   | Conrad Wiene nach dem gleichnamigen Roman (1906) von Walter Bloem.                          | Die oft von deutsch-nationalem und reaktionären Wertvorstellungen geprägte studentische Welt mit ihren (schlagenden) Verbindungen und ihren Ehrenkodizes der Vorkriegszeit unter Kaiser Wilhelm II. steht hier im Mittelpunkt des Geschehens. Als Neuankömmling, als krasser Fuchs, tritt der gutbürgerliche Studiosus Werner Achenbach in die Studentenverbindung „Cimbria“ ein. |
| Alt-Heidelberg (en. The Student Prince in Old Heidelberg)         | 1927                               | US-amerikanischer Stummfilm                 | Ernst Lubitsch                                                                              | Einem studentischen Trinkgelage am Abend schaut er zunächst nur fasziniert zu. Später wird er als neues Mitglied des „Corps Saxonia“ aufgenommen und gibt seine Identität preis. Dr. Jüttner lässt sich ebenfalls auf Karl Heinrichs Abenteuer ein. |
| Ich war zu Heidelberg Student                                     | 1927                               | Stummfilm                                   | Wolfgang Neff nach dem gleichnamigen Studentenlied (1892) von Jakob Löwenberg.              | Ich war zu Heidelberg Student ist der Titel eines sechsaktigen deutschen, im Milieu der farbentragenden Studentenverbindungen angesiedelten Stummfilms aus dem Jahre 1927. |
| Ein Burschenlied aus Heidelberg                                   | 1930                               | Liebesfilm                                  | Karl Hartl                                                                                  | Robert fordert Bornemann zu einem Duell heraus. Die Waffen: bei Studenten schlagender Verbindungen ist dies selbstverständlich der Säbel. Als in der Nacht vor dem Duell Elinor zu Robert geht und ihn aus Furcht vor einer schweren Verletzung bittet, das unsinnige Duell abzublasen, willigt der ihr zuliebe ein. |
| Hans Westmar – Einer von vielen (kurz: Hans Westmar)              | 1933                               | Propagandafilm                              | Franz Wenzler                                                                               | Der Corpsstudent und SA-Angehörige Hans Westmar soll im Arbeiterbezirk Berlin-Friedrichshain für die NSDAP Wähler werben, dieses obwohl die Kommunistische Partei in diesem Viertel viele Anhänger hat. Als Westmar mit seinen Bemühungen Erfolg hat, beschließen Anhänger der kommunistischen Partei den politischen Gegner zu ermorden. |
| Der Student von Prag                                              | 1935                               | Horror- und Fantasyfilm                     | Arthur Robison                                                                              | Der Studiosus Balduin ist im Prag des ausgehenden 19. Jahrhunderts als exzellenter Degenfechter bekannt. Im Studentenkeller feiert er mit Freunden ausgelassen den Geburtstag der jungen Lydia, die heimlich in Balduin verliebt ist. |
| Heidelberger Romanze (aut. Zwei Herzen in Alt Heidelberg)         | 1951                               | Liebesfilm                                  | Paul Verhoeven                                                                              | Er kam aus Amerika als junger Student nach Heidelberg und traf Fannerl, als er sich in der Stadt eine Bleibe suchte. Kurzerhand zog er in das Zimmer, das ihre Tante vermietete. Durch eine zu Unrecht abgesessene Karzerhaft kam er in Kontakt mit der Burschenschaft Gothia, deren Mitglied er bald wurde. |
| Der Untertan                                                      | 1951                               | Literaturverfilmung, Filmdrama, Filmkomödie | Wolfgang Staudte nach dem gleichnamigen Roman (1914) von Heinrich Mann                      | Diederich Heßling bedient alle Klischees vom guten preußischen Untertanen. Er ist autoritätsgläubig, lernt aber, dass es am angenehmsten ist, wenn man auch entsprechende Macht besitzt. Dass man auch der Macht dienen muss, wenn man selber in Bezug auf Macht vorankommen möchte, lernt er ebenso: Nach oben buckeln und nach unten treten. |
| Alt Heidelberg (en. The Student Prince)                           | 1954                               | US-amerikanischer Musikfilm                 | Richard Thorpe                                                                              | Deutschland um 1900: Prinz Karl, der aus einem kleinen Königtum in Deutschland stammt, geht zusammen mit seinem Lehrer, dem alten Professor Jüttner, nach Heidelberg zum Studieren. |
| Alt Heidelberg                                                    | 1959                               | Liebesfilm                                  | Ernst Marischka                                                                             | Das Geleit gibt dem Erbprinzen dabei Dr. Jüttner, der seine Ausbildung von klein auf begleitet hatte. In Heidelberg angekommen, wird der Erbprinz sogleich von der Studentenverbindung Corps Saxonia angeworben. |
| Alt-Heidelberg                                                    | 1959                               | Fernsehfilm                                 | Peter Hamel und Hannes Tannert                                                              | siehe andere Verfilmungen |
| Mondo Di Notte – Welt ohne Scham (it. Mondo di notte n. 3)        | 1963 (it.)/6. März 1964 (dt.)      | Dokumentarfilm                              | Gianni Proia                                                                                | Dokumentarische Mischung aus Sex, Gewalt und Kuriositäten aus verschiedenen Ländern. Zu sehen sind unter anderem einige Berliner Studenten einer Schlagenden Verbindung, zunächst in einer studentischen Kneipe und in einer weiteren Szene beim Schlagen einer Mensur. |
| Jazz und Jux in Heidelberg                                        | 1964                               | Musikfilm, Filmkomödie                      | Peter Hamel                                                                                 | Natürlich hat sich Heidelberg in den letzten 30, 40 Jahren verändert, aber das soll die Tante nicht wissen, damit sie nicht enttäuscht ist. Selbst die Burschenschafter sind moderner geworden und machen sogar – welch ungeheuerliche Revolution! – Jazzmusik. |
| Alt-Heidelberg                                                    | 1995                               | Fernsehfilm                                 | Uwe Jensen                                                                                  | siehe andere Verfilmungen |
| Die Unbedingten                                                   | 2009                               | Kurzfilm, Filmdrama                         | Andreas Jaschke                                                                             | Der junge Philosophiestudent Jakob Feister und sein Freund Carl Ludwig Sand leben 1819 beide als Außenseiter in der kleinen Universitätsstadt Jena. Mit den anderen angepassten Studenten haben sie nichts gemein. Und selbst aus der Burschenschaft Germania sind sie ob ihrer radikalen Ansichten ausgestoßen worden. |
| Drahtzieher Burschenschaften: Die Macht der Studentenverbindungen | 2018                               | Dokumentarfilm                              | Michael Freund, Richard Rüb                                                                 | Studentenverbindungen gelten als rechtskonservative Akademiker-Elite, die sich gegenseitig protegiert und versucht, die Schaltstellen von Wirtschaft und Politik zu besetzen. In der Sendung geht es um die Ziele dieser Männerbünde. |
| Germania                                                          | 23. Jan. 2018/7. März 2019         | Dokumentarfilm                              | Lion Bischof                                                                                | Der Film begleitet den Alltag von neun Mitgliedern des Corps Germania München auf ihrem seit 1863 bestehenden Verbindungshaus. Der Fuchsmajor führt die Neuen, die sogenannten „Füchse“, in die Geschichte, Traditionen, Regeln und Pflichten des Corps ein |
| Verbindung                                                        | 2021                               | Filmdrama, Spielfilm                        | Alexander Pfander                                                                           | David schließt sich dem Corps Teutonia an, einer traditionellen deutschen Studentenverbindung, die immer noch akademische Fechtduelle austrägt. Das Corps bietet Schutz und Chancen auf sozialen Aufstieg. |
| Verbindung gesucht                                                | 1. Okt. 2021                       | Filmdrama, Spielfilm                        | Roman Redzimski                                                                             | Michael kommt aus Italien nach Deutschland, um sein M.I.N.T.-Studium hier zu beginnen. Gemeinsam mit seiner Freundin zieht er in eine geheimnisvolle Villa und trifft dort auf eine Studentenverbindung, die nach ihren ganz eigenen Regeln spielt. |
| Fuxenstunde                                                       | 2022                               | Kurzspielfilm                               | Louise Zenker                                                                               | Seit drei Monaten ist Theo ein Mitglied einer schlagenden Studentenverbindung. Um seiner skeptischen Freundin Victoria zu beweisen, dass seine Bundesbrüder gute Freunde sind, bittet er sie, ihn zum Verbindungshaus zu begleiten. |
| Steirergift                                                       | 26. Nov. 2024 im ORF               | österreichischen Landkrimi-Filmreihe        | Wolfgang Murnberger                                                                         | Eine schwerverletzte Person wird entdeckt, die wenig später in der Notaufnahme verstirbt. Für Chefinspektor Sascha Bergmann und seine Kollegin Anni Sulmtaler geht diese Mordermittlung ihnen sehr nahe. Die junge Kellnerin wurde mit K.-o.-Tropfen betäubt, vergewaltigt und dann bewusstlos abgelegt. Als Erstes konzentriert sich das LKA-Duo auf Ihren Ex-Freund Max, der die Trennung nicht akzeptieren wollte. Der Student ist Mitglied einer schlagenden Verbindung, deren Mitglieder einander treu zur Seite stehen und einander Alibis geben. |

### Filme über Mensur
| Filmtitel                                                                     | Erstausstrahlung (en.)/(dt.) | Genre               | Regisseur                          | Anmerkungen |
| ----------------------------------------------------------------------------- | ---------------------------- | ------------------- | ---------------------------------- | --- |
| Leben und Sterben des Colonel Blimp (en. The Life and Death of Colonel Blimp) | 1943                         | britisches Filmepos | Michael Powell, Emeric Pressburger | Candy stürzt sich mit Eifer auf seine Aufklärungsaufgabe, allerdings stellt er sich ungeschickt an und beleidigt dabei den Korpsverband, welchem Kaunitz angehört. Nach dieser Beleidigung wird er vom Korpsverein zu einem Fechtduell mit dem am Disput eigentlich unbeteiligten preußischen Offizier Theodor Kretschmar-Schuldorff gefordert. |

### Filme über ähnliche/vergleichbare studentische Vereinigungen
| Filmtitel     | Erstausstrahlung (en.)/(dt.) | Genre           | Regisseur                                               | Anmerkungen |
| ------------- | ---------------------------- | --------------- | ------------------------------------------------------- | --- |
| The Riot Club | 2014                         | britischer Film | Lone Scherfig nach dem Theaterstück Posh von Laura Wade | Ein junger Student, der sich selbst Lord Riot nennt, wird erstochen. Seine Freunde gründen daraufhin den Riot Club, in den nur die klügsten und besten Studenten Oxfords aufgenommen werden sollen, und schwören, innerhalb dieses Clubs dem Lebenswandel ihres verstorbenen Freundes zu frönen. |

## Serien
Die Sortierung erfolgt nach dem Datum der Erstveröffentlichung der ersten Folge der Serie.
| Serientitel | Erstausstrahlungszeitraum (en.)/(dt.)                                 | Genre                                          | Episoden | Regisseur                           | Anmerkungen |
| ----------- | --------------------------------------------------------------------- | ---------------------------------------------- | -------- | ----------------------------------- | --- |
| Ares        | 2020 auf Netflix                                                      | Horrerserie, Filmdrama, Übernatürliche Fiktion | 8 Folgen | Michael Leendertse                  | Eigentlich wollte Jacob (Tobias Kersloot) bei einer ganz normalen Studentenverbindung der Universität von Amsterdam unterkommen. Bisschen saufen, bisschen schlagen – was man halt so tut als Erstsemester in der vorlesungsfreien Zeit. |
| Füxe        | 1. Okt. 2023 beim Filmfest Hamburg/16. Okt. 2023 im ZDF-23. Okt. 2023 | Miniserie                                      | 4 Folgen | David Clay Diaz, Susan Gordanshekan | Die Serie erzählt von einem Studenten kosovarischer Herkunft, der sich auf der Suche nach einer bezahlbaren Unterkunft am Studienort unter falschem Namen einer schlagenden Studentenverbindung, genauer einem Corps, anschließt.        |

### Einzelne Serienepisode
Hier werden einzelne Serienepisoden aufgeführt, bei denen es nur in diesen einzelnen Episoden um Studentenverbindungen geht.
| Episoden- und Filmtitel                                                                        | Erstausstrahlung der Episode (dt.) | Ausstrahlungszeitraum der Serie allgemein | Genre                                            | Episode                         | Regisseur                               | Anmerkungen |
| ---------------------------------------------------------------------------------------------- | ---------------------------------- | ----------------------------------------- | ------------------------------------------------ | ------------------------------- | --------------------------------------- | --- |
| The Vorpal Blade in Die unglaublichen Geschichten von Roald Dahl (en. Tales of the Unexpected) | 28. Mai 1983                       | 24. März 1979 – 13. Mai 1988 auf ITV      | britische Fernsehserie                           | Episode 77/Staffel 6, Folge 8   | Richard Lang, Allen Reisner, Harry Falk | Der ältere – uniformierte – Teuton von Baden erzählt dem Kollegen Winterluck eine Geschichte aus seiner Jugend, als er vor über fünfzig Jahren in Heidelberg Student war. Ein Mitstudent, Cassan, war ein Tyrann, aber ein guter Fechter, der eines Tages einen anderen Studenten, zu einem Kampf herausforderte, als er Macker mit seiner Freundin im Bett fand. |
| Quartett in Leipzig in Tatort                                                                  | 26. Nov. 2000 im Ersten            | 1970 – heute (2024)                       | Kriminalfilm/-serie                              | Episode 458                     | Kaspar Heidelbach                       | Sie stellen fest, dass jedes der Opfer Mitglied der Burschenschaft Votania war. Ehrlicher und Kain suchen das Haus der Burschenschaft auf, in welchem Maik Frei eine Wohnung hatte. Dort gab es augenscheinlich eine feucht-fröhliche Zusammenkunft, bei der es durchaus auch Streit gegeben haben dürfte. |
| Erschlagende Verbindung in SOKO München                                                        | 8. Okt. 2002                       | 2. Jan. 1978 – 29. Dez. 2020              | Kriminalfilm/-serie                              | Episode 266/Staffel 24 Folge 1  | Zbynek Cerven                           | „Oh, alte Burschenherrlichkeit“, denkt der Hauptkommissar, als er den Paukboden der Studentenverbindung „Diestorphia“ betritt: Rüdiger Michna ist als Ergebnis eines Fechtkampfes verblutet. Es kann jedoch keine gewöhnliche Mensur gewesen sein, da dafür zu viele Regeln missachtet wurden und der normalerweise stumpfe Fechtsäbel diesmal tödlich scharf geschliffen war. Wer hatte also ein Motiv für Rüdigers Tod?                                                                                |
| Blutsbande in Ein starkes Team                                                                 | 26. Apr. 2003 im ZDF               | 1994 – heute (2024)                       | Kriminalfilm/-serie                              | Folge 25                        | Johannes Grieser                        | Der gewaltsame Tod des Studenten Oliver Dahl führen Otto Garber und Verena Berthold in eine für sie fremde Welt der „Berliner Burschenschaft Creszencia“. Da der junge Mann mit einem Degen erstochen wurde, kommt ein Täter aus diesem Kreis in Betracht. |
| Duell auf Leben und Tod in Lenßen & Partner                                                    | 2005                               | 2003 – 2009, 2012, 2020 – 2023            | Kriminalfilm/-serie, Scripted Reality            | Staffel 4, Folge 69             |                                         | Melanie Redner ist verzweifelt, weil ihr Bruder Leonard tiefe Schnittwunden an seinem Körper hat – er scheint ein großes Geheimnis vor ihr zu haben. Die Ermittler finden heraus, dass sich der schüchterne Student einer schlagenden Studentenverbindung angeschlossen hat und sich zu illegalen Fechtkämpfen im Wald trifft. |
| Satisfaktion in Tatort                                                                         | 2007                               | 1970 – heute (2024)                       | Kriminalfilm/-serie                              | Episode 678                     | Manuel Flurin Hendry                    | Die Leiche kann als Raimund Stielicke identifiziert werden, welcher der Sohn von Professor Walter Stielicke war. Wie Raimund ist auch der Professor Mitglied des Corps Pomerania-Guestphalia, einer von vier schlagenden Studentenverbindungen in Münster. Thiel muss erstaunt feststellen, dass auch Boerne Alter Herr dieser schlagenden Verbindung ist. |
| Goldene Zeit in SOKO Stuttgart                                                                 | 11. Oktober 2018 im ZDF            | 12. Nov. 2009 im ZDF                      | Kriminalfilm/-serie                              | Staffel 10, Folge 3             |                                         | In der Stuttgarter Burschenschaft „Aurea Aetas“ wird der Chargierte Sven Ammer erstochen. Die Burschenschafter behindern die Ermittlungen und verweigern die Aussage. |
| Männer, Macht und Mensuren in Menschen & Mächte                                                | 10. Juli 2019                      | 2007 – heute (2024)                       | Dokumentarfilm/-serie                            | Episode 150                     | Gerhard Jelinek                         | Die Dokumentation erklärt die wechselhafte Geschichte und die Ursprünge der nationalen Burschenschaften auf der einen Seite sowie der katholischen CV-Verbindungen auf der anderen. Die Organisationen pflegen alte Bräuche in einer globalisierten Welt. |
| Trauma in Freud                                                                                | 15. März 2020                      | 15. März 2020 – 22. März 2020             | österreichisch-deutsch-tschechische Fernsehserie | Staffel 1, Folge 2              | Marvin Kren                             | Kiss hält Georg von Lichtenberg aufgrund einer Zeugenaussage und eines Schmisses für den Täter in beiden Fällen. Er beschuldigt Georg von Lichtenberg vor seinen Kameraden, der ihn daraufhin zum Duell am Linienwall fordert. |
| Das Brandmal in Großstadtrevier                                                                | 17. Okt. 2022 im NDR               |                                           | Kriminalfilm/-serie                              | Folge 476/Staffel 35, Episode 6 |                                         | Die „Hansea Wilhelmina“ in Hamburg ist eine Burschenschaft, die den traditionellen Fechtkampf unter männlichen Studenten weiterhin praktiziert. In einem derartigen Kampf erleidet August Schöll schwere Kopf- und Gesichtswunden. Wie sich zeigt, waren an seiner Paukbrille Rückstände von Chloroform. Lisa Maric wird von Harry Möller und Nils Sanchez als mögliche Täterin des Anschlags vermutet. Sie hat einen begründeten Hass auf Burschenschaften und ist in das Verbindungshaus eingebrochen. |
| Theresa Wolff – Der schönste Tag in Theresa Wolff – Der Thüringenkrimi                         | 6. Mai 2023 im ZDF                 | 9. Okt. 2021 – 23. Nov. 2024              | Kriminalfilm/-serie                              | Folge 3                         | Bruno Grass                             | Nur ein wahrer Operationsmarathon hatte ihn auch körperlich zu dem Mann gemacht, als der er sich stets fühlte. Nachdem er endlich das Ergebnis seiner Transformation geworden war, musste er sterben. Patrick lebte im Haus einer Studentenverbindung in Jena und zeichnete sich immer wieder durch seine besondere Expertise im Degenkampf aus. Die Fragen, die Theresa und Lewandowski sich stellen müssen, bringen sie unter anderem in die Welt der studentischen Verbindung.                        |
| Das Licht der Welt in Charité                                                                  | 06. Feb. 2024                      | 21. März 2017 – 11. Apr. 2024             | Historienfilm, Filmdrama                         | Staffel 1, Folge 3              | Sönke Wortmann                          | Um die Zustimmung seines autoritären Vaters für die nicht standesgemäße Ehe mit Ida zu bekommen, tritt Georg Tischendorf in eine schlagende Studentenverbindung ein. Ida findet sein Bemühen, den Erwartungen der wilhelminischen Gesellschaft zu entsprechen und ein „ganzer Mann“ zu werden, befremdlich. |
| Streit um die Studentenverbindungen in Deine Welt – meine Welt                                 | 2024                               | 2024                                      | Dokumentarfilm/-serie                            | Staffel 1, Folge 2              | Lutz-Philipp Harbaum                    | Die zweite Folge dreht sich um den Coburger Convent, dem größten Studentenverbindungstreffen Deutschlands. Rund 3000 Mitglieder kommen hier zusammen, um zwischen Fackelzug und Bierglas ihre ganz eigene Kultur zu leben. Der Reporter spürt dem zweifelhaften Ruf von Verbindungen nach und fragt, ob schlagende Verbindungen tatsächlich so rechts seien, wie oft vermutet werde. |
| Ehrenwertes Haus in Notruf Hafenkante                                                          | 28. Nov. 2024 im ZDF               | 28. Nov. 2024 – 20. März 2026 im ZDF      | Kriminalfilm/-serie                              | Staffel 19, Folge 8 (43 min)    | Gudrun Scheerer                         | Maximilian Fürste wird mit einem epileptischen Anfall ins EKH eingeliefert. Die Spuren führen zum Keller einer Studentenverbindung – was verbirgt sich dahinter? |